# Pulversoppa

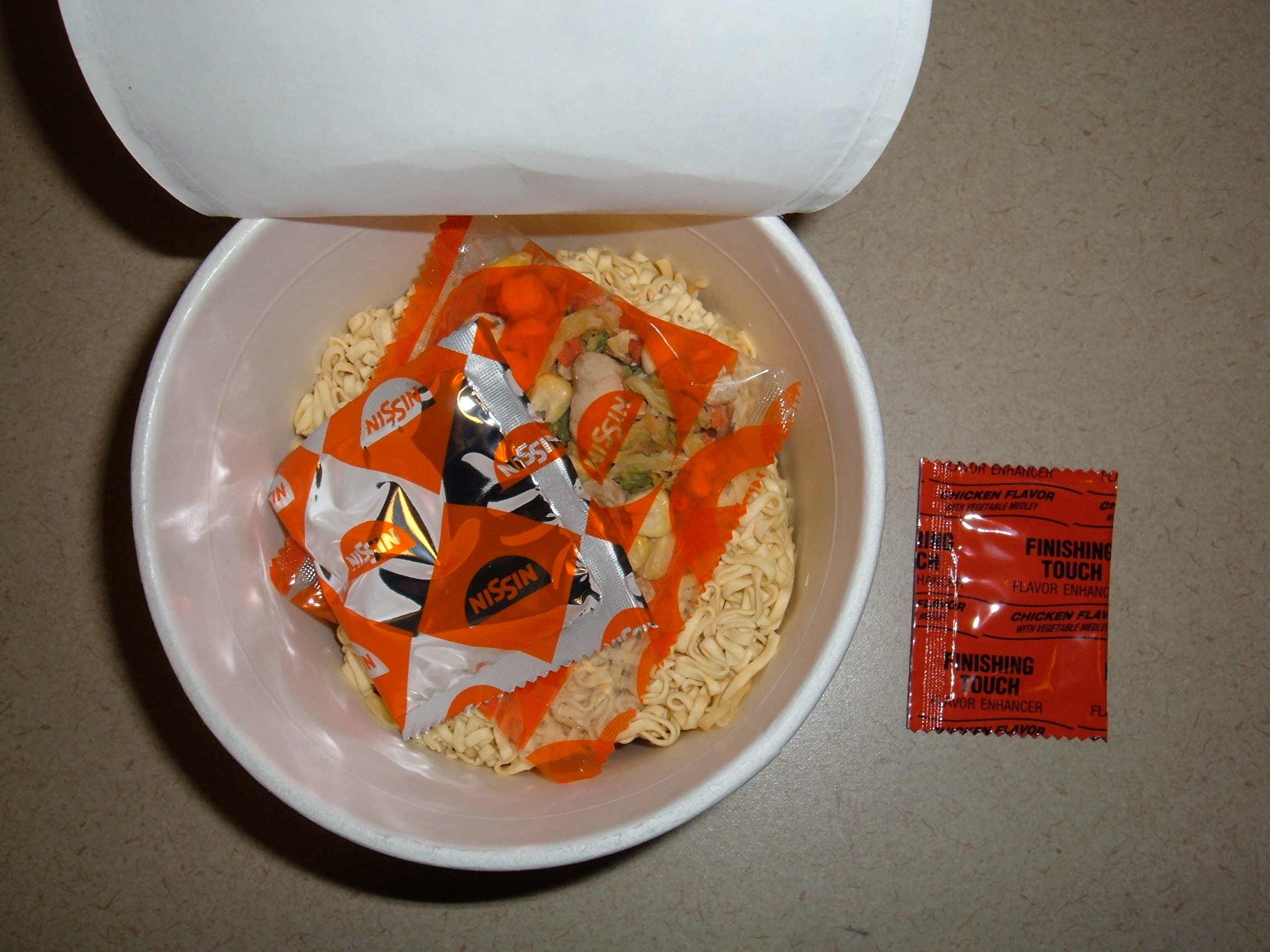
Pulversoppa med torkade nudlar av märket Nissin.

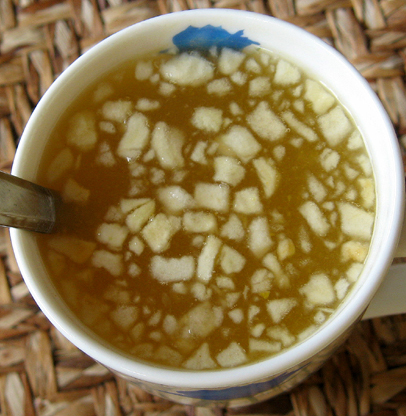
Fruktsoppa "Varma koppen" (Blå Band).

Pulversoppa är en soppa som är gjord på pulver och som sedan blandas med vatten innan den äts. Pulversoppa säljs oftast i livsmedelsbutiker som halvfabrikat, men det är även möjligt att göra hemlagad pulversoppa.

## Användningsområden
Ett vanligt användningsområde för pulversoppa är som snabbmat. Det är också vanligt att använda sig av pulversoppa i friluftsliv, till exempel på vandringar och andra typer av längre utflykter där mat för flera dagar behöver medtagas och utrymmet för packning är begränsad. Ett tredje användningsområde är särskild dietmat, där det kan handla om pulversoppor som är specialgjorda för behovet av att antingen gå upp eller ned i vikt. Ytterligare ett alternativ är att använda pulversoppa i kombination med annan typ av matlagning, något det till och med har getts ut receptböcker för.

## Variationer

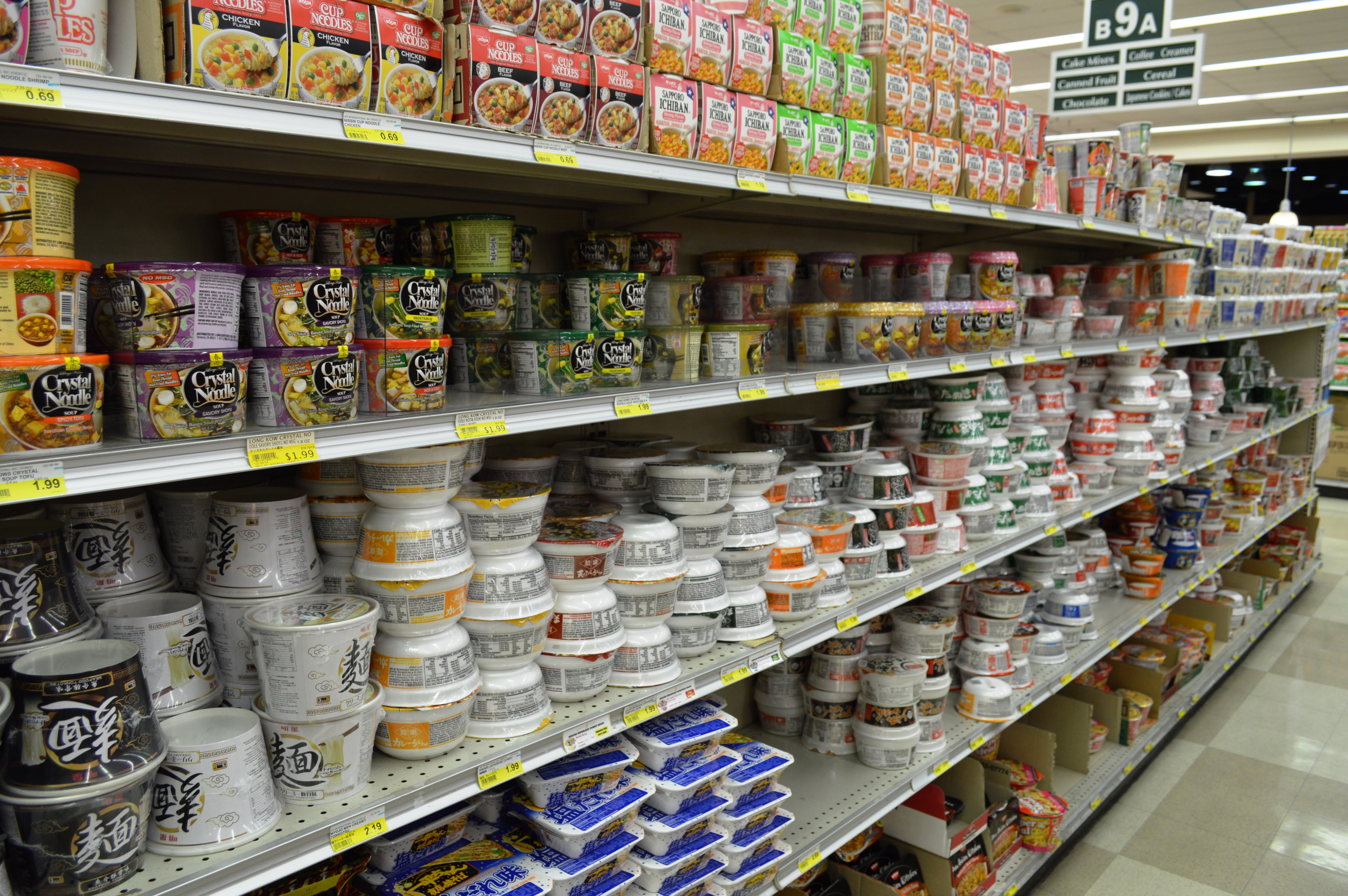
Hylla med pulversoppor och nudelsoppor i en matbutik i Kalifornien, flertalet av varianten ramen.

Många pulversoppor är förpackade i små påsar som säljs enskilt eller i förpackningar med flera påsar i en kartong. Det finns även pulversoppor som säljs i mugg- eller skålliknande portionsbehållare som är tillverkade för att konsumenten ska kunna tillsätta varmt vatten och använda själva förpackningen som soppskål, dessa går ofta under benämningen cup-a-soup. En del pulversoppor av varianten cup-a-soup innehåller nudlar och kallas då ofta cup noodle, dessa innehåller inte alltid ingredienser i pulverform utan innehållet kan istället utgöras av, eller i kombination med, frystorkade matprodukter.
Populära smaker på pulversoppor skiljer sig åt beroende på region, men vad gäller nudelpulversoppsvarianten ramen så ligger biff, skaldjur/räkor och kyckling i smaktoppen.

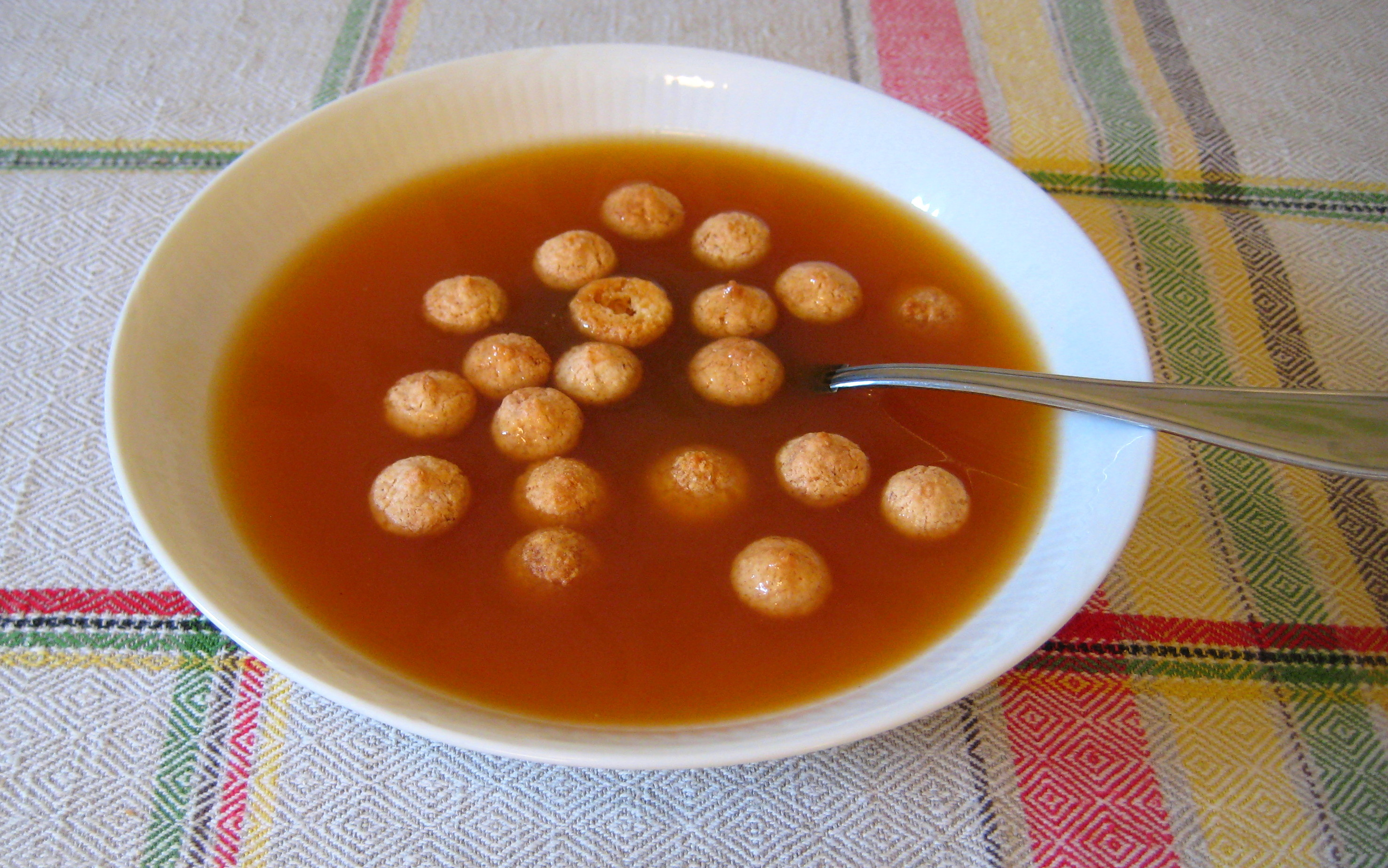
Nyponsoppa (med mandelbiskvier).

Det finns även fruktiga pulversoppor, som till exempel nyponsoppa och blåbärssoppa.

## Kända pulversoppsmärken
- Batchelor's (Campbell Soup Company)
- Blå Band
- Continental (australienskt varumärke)
- Knorr
- Lipton
- Nissin (asiatiskt varumärke)
- Unox (nederländskt varumärke)